# ANGPTL3
L'ANGPTL3 (pour « angiopoïetine like 3 ») est une protéine intervenant dans le métabolisme des lipides. Son gène est ANGPTL3 situé sur le chromosome 1 humain.

## Rôles
La protéine est clivée en un composé actif. Il intervient dans le métabolisme des lipides en inhibant la lipoprotéine lipase, diminuant ainsi le catabolisme des lipoprotéines. Il diminue également l'activité des lipases endothéliales, cette dernière intervenant dans le catabolisme du HDL-cholestérol.
Il favorise le stockage lipidique dans le tissu adipeux.

## En médecine
Une mutation du gène avec perte de fonction de la protéine entraîne un taux très bas du LDL, du HDL et des triglycérides, conférant une protection contre les maladies cardio-vasculaires.
L'evinacumab est un anticorps monoclonal ciblant cette protéine, permettant de diminuer le taux sanguin de triglycérides, et dans une moindre mesure, celui du cholestérol.
Le vupanorsen est un ADN antisens ciblant l'ARN de l'ANGPTL3 permet une importante diminution du taux sanguin des triglycérides et de l'apolipoprotéine C-III.